# 克魯格雷島
克魯格雷島是俄羅斯的島嶼，屬於北地群島的一部分，位於共青團員島和十月革命島之間的喀拉海，由克拉斯諾亞爾斯克邊疆區負責管轄，直徑1.75公里，島上無人居住。